# Pemalang (regência)
A Regência de Pemalang (em indonésio: Kabupaten Pemalang) é uma subdivisão da província de Java Central, na ilha de Java, Indonésia. Tem 1 118,03 km² de área e em 2021 tinha 1 522 301 habitantes (densidade: 1 361,6 hab./km²). A sua capital é Pemalang.